# 小泉秀雄
小泉 秀雄（こいずみ ひでお、1885年11月1日 - 1945年1月18日）は、日本の植物学者・登山家。高山の植物、地衣類、蘚苔類の研究で知られる。

## 生涯
山形県米沢市にて、旧米沢藩士の家に生まれる。盛岡高等農林学校に学ぶが中退して中学教員となった。山形県内の中学校に勤務後、1911年、北海道庁立上川中学校の教員となった。この間大雪山に登り、地形・地質の調査と植物採集を行い、日本山岳会の機関紙『山岳』に記事を寄稿し、研究調査結果を、『大雪山 登山法及び登山案内』として1926年に刊行したことから、「大雪山の父」と呼ばれるようになった。その後高知県立第三中学校を経て、長野県立女子師範学校、松本高等学校の講師となり、長野県内、関東、近畿の山岳や名勝を調査した。小泉自身は寒地植物と呼んだ植物、地衣類、蘚苔類の研究を行い多くの新種を発見した。1933年から、共立女子薬学専門学校の教授となった。
大雪山系の標高2158ｍの小泉岳に命名されている。キク科タンポポ属のキビシロタンポポの学名（Taraxacum hideoi）などに献名されている。

## 著書
- 上伊那郡植物誌 (1930年)
- 日本南アルプス寒地植物誌